# Щурвал
Щурвал (на нидерландски: stuurwiel, от stuur – рул и wiel – колело) – устройство за управление на движението на плавателен съд или летателен апарат по неговия курс.

## Щурвал при плавателните съдове
Класическия щурвал, при плавателните съдове, представлява колело с ръкохватки по периферията му, което е съединено чрез различни типове предавателни механизми с руля. Завъртането на щурвала предизвиква преместване на перото на руля и промяна в посоката на движение на съда.
За първи път щурвала се появява в края на 16 век – през 1595 г. в Нидерландия – град Хорн, когато е построен първият флейт (според други източници това се случва в началото на 17 век – през 1605 г.), а преди това за управление на големите кораби се използвал особен дълъг лост, който минавал през палубата и се наричал „колдерщок“.. Малките плавателни съдове се управлявали с румпел. С увеличаване на големината на платноходите и по-голямото усилие, което е необходимо, за да се премести руля започнали да поставят сдвоени и строени щурвали, с които работели няколко матроси – корабни рулеви.
През 19 век за предаване на движението на щурвала към руля започват да се използват т.нар. „рулеви машини“, и диаметъра на щурвала рязко намалява.
През 20 век, с навлизането в корабостроенето на хидравличните и електрическите предавателни механизми свързани с руля щурвалното колело започва да се измества от управление чрез бутони и джойстици.

## Щурвал при летателните апарати
Щурвалът е орган за управление на самолет по осите на крен и тангаж:
- завъртането на щурвала отклонява елероните на крилата, самолета се управлява по ъгъла на крен
- отклонението на щурвала от пилота от себе си/към себе си задейства хоризонталните стабилизатори или елероните, самолета се управлява по ъгъла на тангаж

Забележка: при използване на термина „отклонение на щурвала“ се има предвид наклона на „щурвала“ или „рогата на щурвала“ за управление на самолета по крен. За управления по тангажа се изпълнява преместване напред-назад на „колонката на щурвала“ или „щурвалната колонка“.
Предаването на командата от щурвала на елероните и хоризонталните стабилизатори може да се осъществява механически (при леките и нискоскоростните самолети), хидравлично или електродистанционно (на тежките самолети). Щурвал (като правило, но не винаги), като орган на управление, се поставя на многомоторните и относително тежките самолети. Авиоконструктора избира, в зависимост от множество фактори, дали ще използва щурвал или ръчка за управление, нерядко в лек, едномоторен самолет (например, Cessna 172) може да се види щурвал. А в същото време, традиционният за големите самолети, вместо щурвал на стратегическия бомбардировач Ту-160 има централна РУС (ръчка за управление на самолета), а странична ръчка – сайдстик (← на английски: sidestick) – се използва в пътническите самолети: Airbus А320, Airbus А380, Sukhoi Superjet 100.
На щурвала могат да се разположат и допълнителни превключватели и органи за управление: за контрол на радиовръзката и т.н.; такова разположение е удобно за пилота, понеже му позволява да работи с тях, без да изпуска от ръце щурвала.

## Галерия
- Щурвалите на лайнера „Конкорд“.
- Щурвалите в кабината на Cessna 152.
- Щурвала на ледоразбивача „Ангара“.